# 1990年以後の企業の買収・合併の実績
1990年以後の企業の買収・合併の実績（せんきゅうひゃくきゅうじゅうねんいごのきぎょうのばいしゅうがっぺいのじっせき）では、1990年以降、冷戦の終結、自由競争・市場経済制度の実施国の拡大、自由貿易、グローバリゼーションの進展の中で行われた、各産業分野の企業の世界的な買収・合併の実績を記載する。
これにより、企業活動が各国の経済、国民の生活・職業などに与える影響が増大したといわれる。
- 買収企業・被買収企業・合併企業の掲載基準
  - 買収・合併の時期は原則として冷戦が終結した1990年以後を記載する。
  - 買収・合併主体の企業は原則として株式公開企業を記載する。
  - 買収客体企業・被買収企業は株式公開・非公開を問わず記載する。

## 航空機・武器・軍事製品の製造
- ボーイング
  - 1996年、ロックウェル・インターナショナルの宇宙・防衛機器事業を買収。
  - 1997年、マクドネル・ダグラスを買収。
  - 2000年、Hughes Space and Communicationsをゼネラルモーターズから買収。
  - 2003年、Conquestを買収。
  - 2004年、Frontier Systemsを買収。
  - 2004年、Commercial Electronics事業をBAE Systemsに売却。
  - 2004年、Electron Dynamic DevicesをL-3 Communicationsに売却。
  - 2005年、Rocketdyne Propulsion Powerをユナイテッド・テクノロジーズに売却。
  - 2006年、Aviallを買収。
  - 2006年、Carmen Systemsを買収。
- ロッキード・マーチン
  - 1993年、マーチン・マリエッタはゼネラル・ダイナミクスの宇宙システム事業を買収。
  - 1995年、マーチン・マリエッタはゼネラル・エレクトリックの宇宙システム事業を買収。
  - 1995年、ロッキードとマーチン・マリエッタが合併して社名をロッキード・マーチンに変更。
  - 1996年、Loralを買収。
  - 2004年、Sippican Holdingsを買収。
  - 2004年、STASYS Limitedを買収。
  - 2005年、Coherent Technologiesを買収。
  - 2005年、SYTEX Groupを買収。
  - 2005年、INSYS Groupを買収。
  - 2006年、Aspen Systemsを買収。
  - 2006年、ISXを買収。
  - 2006年、Management Systems Designersを買収。
  - 2006年、Pacific Architects and Engineersを買収。
  - 2006年、Savi TechnologyをInfolink Systemsから買収。
  - 2006年、HMT Vehiclesを買収。
- ロッキード
  - 1993年、ゼネラル・ダイナミクスの固定翼軍用機事業を買収。
- マーチン・マリエッタ
  - 1993年、ゼネラル・ダイナミクスの宇宙システム事業を買収。
- ノースロップ・グラマン
  - 1994年、ノースロップとグラマンが合併して社名をノースロップ・グラマンに変更。
  - 1996年、Westinghouse Electronic Systemsを買収。
  - 2000年、Litton Industryを買収。
  - 2001年、ノースロップ・グラマン・ニューポート・ニューズを買収。
  - 2002年、TRWの衛星事業を買収。
  - 2004年、Canadian Navigation SystemsをL-3 Communicationsに売却。
  - 2005年、TeldixをRockwell Collinsに売却。
  - 2006年、Essexを買収。
- ゼネラル・ダイナミクス
  - 1991年、Data Systems事業をComputer Sciencesに売却。
  - 1992年、Tactical Missiles事業をHughes Aircraftに売却。
  - 1992年、セスナをTextronに売却。
  - 1993年、固定翼軍用機事業をロッキードに売却。
  - 1993年、宇宙システム事業をマーチン・マリエッタに売却。
  - 1994年、Aerostructures事業をマクダネル・ダグラスに売却。
  - 1995年、バス鉄工所を買収。
  - 1997年、Teledyne Vehicle Systemsを買収。
  - 1997年、ロッキード・マーチンのDefense and Armament Systems事業を買収。
  - 1997年、ルーセントのAdvanced Technology Systems事業を買収。
  - 1997年、CeridianのComputing Devices事業を買収。
  - 1998年、National Steel and Shipbuildingを買収。
  - 1999年、Forstmann LittleのGulfstream Aerospaceを買収。
  - 1999年、GTE Government Systemsを買収。
  - 2000年、SACO Defenseを買収。
  - 2001年、Primex Technologiesを買収。
  - 2001年、Israeli Aircraft IndustriesのGalaxy Aerospaceを買収。
  - 2001年、モトローラのIntegrated Information Systems事業を買収。
  - 2002年、ATPを買収。
  - 2002年、Command Systemsを買収。
  - 2003年、Creative Technologyを買収。
  - 2003年、Digital Systems Resourcesを買収。
  - 2003年、Steyr Spezialfahrzeugを買収。
  - 2003年、ゼネラルモーターズのDefense Vehicle事業を買収。
  - 2003年、Intercontinental Manufacturingを買収。
  - 2003年、Steyr Daimler Puch Spezialfahrzeugを買収。
  - 2003年、Veridian and Digital Systems Resourcesを買収。
  - 2004年、Spectrum Astroを買収。
  - 2004年、TriPoint Global Communicationsを買収。
  - 2004年、Propulsion Systems事業をL-3 Communicationsに売却。
  - 2005年、FC Business Systemsを買収。
  - 2005年、Itronix Corporationを買収。
  - 2005年、MAYA Vizを買収。
  - 2005年、Tadpole Computerを買収。
  - 2006年、Anteonを買収。
  - 2006年、SNC TechnologiesをSNC-Lavalin Groupから買収。
- レイセオン
  - 1993年、ブリティッシュ・エアロスペースから商用航空機事業を買収。
  - 1995年、E-Systemsを買収。
  - 1996年、テキサス・インスツルメンツの防衛事業を買収。
  - 1997年、ヒューズ・エアクラフトを買収。
  - 2000年、Raytheon TDTSをL-3 Communicationsに売却。
  - 2004年、Photon Research Associatesを買収。
  - 2004年、Raytheon Commercial InfraredをL-3 Communicationsに売却。
  - 2006年、Houston Associatesを買収。
  - 2006年、Virtual Technologyを買収。
- BAEシステムズ
  - 1999年、MarconiElectric Systemをゼネラル・エレクトリックから買収。
  - 1999年、ブリティッシュ・エアロスペースは社名をBAE Systemsに変更。
  - 2002年、Condor Pacificを買収。
  - 2003年、Piper Groupを買収。
  - 2003年、AstriumをEADSに売却。
  - 2003年、Advanced Power Techを買収。
  - 2003年、MEVATECを買収。
  - 2004年、Alphatechを買収。
  - 2004年、Commercial Electronics事業をボーイングから買収。
  - 2004年、DigitalNet Holdingsを買収。
  - 2004年、Practical Imagineeringを買収。
  - 2004年、STI Government Systemsを買収。
  - 2004年、Alvisを買収。
  - 2004年、Aerosystems InternationalをGKNから買収。
  - 2005年、United Defenseを買収。
  - 2006年、National Sensor Systemsを買収。
- EADS
  - 1999年、アエロスパシアルとマトラが合併。
  - 1999年、Aerospatiale MatraとDASA(Daimler-Benz Aerospace AG)が合併。
  - 2000年、Aerospatiale Matra、DASA、SASAが合併してEADS(European Aeronautic Defense and Space)を設立。
  - 2001年、CAC Systemesを買収。
  - 2001年、Cogentを買収。
  - 2003年、AstriumをBAE Systemsから買収。
  - 2004年、Racal Instrumentsを買収。
  - 2005年、Talon Instrumentsを買収。
  - 2005年、TDA ArmementsをThalesに売却。
- タレス・グループ
  - 1982年、フランス政府はThomson-CSFを国有化。
  - 1997年、フランス政府はThomson-CSFを消費者電機企業と軍需企業に分割し民営化。
  - 1997年、Dassault Electroniqueをアルカテルから買収。
  - 1997年、衛星事業をAerospatialeから買収。
  - 2000年、Thomson-CSFからThalesに社名変更。
  - 2000年、Recal Electronicsを買収。
  - 2001年、Magellan Corp and Navigationを買収。
  - 2002年、SemaをSchlumbergerSemaから買収。
  - 2004年、Arisemを買収。
  - 2005年、TDA ArmementsをEADSから買収。
  - 2006年、Australian Defence Industriesを買収。
  - 2006年、衛星事業をアルカテルから買収。
- サフラングループ
  - 2005年、スネクマとSAGEMが合併してSafranを設立。
- フィンメッカニカ
  - 2002年、Aeronautica Macchiを買収。
  - 2002年、Marconi MobileをMarconiから買収。
  - 2003年、AermacchiをForesio Familyから買収。
  - 2004年、アグスタウェストランドをGKNから買収。
  - 2005年、Datamat SpAを買収。
- Rockwell Collins
  - 2005年、Teldixをノースロップ・グラマンから買収。
  - 2006年、Anzusを買収。
  - 2006年、IP Unwiredを買収。
- グッドリッチ
  - 2005年、Sensors Unlimitedを買収。
- SAIC
  - 2004年、Aquidneck Managementを買収。
  - 2004年、Presearchを買収。
  - 2004年、ProcureNet Holdingsを買収。
  - 2004年、Trios Associatesを買収。
  - 2005年、Object Sciences Corporationを買収。
  - 2005年、IMAPSを買収。
  - 2006年、Applied Ordnance Technologyを買収。
  - 2006年、Applied Marine Technologyを買収。
  - 2006年、bd Systemsを買収。
  - 2006年、Cornerstone Industryを買収。
  - 2006年、Data Systems & Solutionsをロールス・ロイスに売却。
- Armor Holdings
  - 2004年、Specialty Defenseを買収。
  - 2006年、Stewart & Stevenson Servicesを買収。
  - 2006年、Integrated Textile Systemsを買収。
- CACI
  - 2004年、Defense and Intelligence事業をAmerican Management Systemsから買収。
  - 2004年、CMS Information Servicesを買収。
  - 2005年、National Security Researchを買収。
  - 2006年、AlphaInsightを買収。
  - 2006年、Information Systems Supportを買収。
- カーチス・ライト
  - 2004年、Primagraphicsを買収。
  - 2004年、Synergy Microsystemsを買収。
  - 2006年、Swantechを買収。
- ラインメタル
  - 2004年、EMG EurMarine ElecsをZenitelから買収。
  - 2005年、Argesを買収。
- EDO
  - 2005年、EVI Technologyを買収。
  - 2006年、CASを買収。
  - 2006年、Impact Science & Technologyを買収。
- Teledyne Technologiesc
  - 2004年、Defence Electronics事業をCeleritekから買収。
  - 2004年、Reynolds Technologiesを買収。
  - 2005年、Benthosを買収。
  - 2005年、Microwave Technical SolutionsをAvnetから買収。
  - 2006年、Assets of KM Microwaveを買収。
  - 2006年、CollaborXを買収。
  - 2006年、Ocean Designを買収。
- United Industrial
  - 2006年、McTurbineを買収。
  - 2006年、Symtxを買収。
- VT Group
  - 2005年、Cube Corporationを買収。
  - 2006年、Hotel and Catering Training CompanyをECI Partnersから買収。
  - 2006年、Lex Vehicle SolutionsをRACから買収。
- QinetiQ
  - 2002年、Motionbaseを買収。
  - 2004年、HVR Consultingを買収。
  - 2004年、Foster-Millerを買収。
  - 2004年、Westar Aerospace & Defense Groupを買収。
  - 2005年、Apogen Technologiesを買収。
  - 2005年、Planning Systemsを買収。
  - 2006年、Graphics Researchを買収。
- Smiths Group
  - 2002年、LodgeをMeggittに売却。
  - 2004年、Cyrano Sciencesを買収。
  - 2004年、Dynamic Gunverを買収。
  - 2004年、Integrated Aerospaceを買収。
  - 2004年、SensIR Technologiesを買収。
  - 2004年、Trak Communicationsを買収。
- GKN
  - 2002年、Astechを買収。
  - 2004年、AerosystemsをBAEシステムズに売却。
  - 2004年、AgustaWestlandをFinmeccanicaに売却。
  - 2006年、Stellex AerostructuresをCarlyle Groupから買収。
- Meggitt
  - 2002年、LodgeをSmiths Groupから買収。
  - 2004年、Aerospace Design and Manufacturing事業をDoughty Hansonから買収。
  - 2006年、Firearms Training Systemsを買収。
- Esterline Technologies
  - 2006年、Wallop Defence SystemsをCobhamから買収。
- Saab
  - 2006年、Ericsson Microwave Systemsをエリクソンから買収。
- Cobham
  - 2003年、Drager AerospaceをDragerから買収。
  - 2004年、Spectronicを買収。
  - 2004年、REMEC Defense and SpaceをREMECから買収。
  - 2004年、DTC Communicationsを買収。
  - 2005年、航空宇宙燃料事業をEatonに売却。
  - 2006年、Wallop Defence SystemsをEsterline Technologiesに売却。
- CAE
  - 2005年、Terrain Expertsを買収。
- DRS Technologies
  - 2004年、Night Vision Equipmentを買収。
  - 2005年、Codem Systemsを買収。
  - 2005年、Engineered Support Systemsを買収。
- Titan
  - 2005年、Intelligence Data Systemsを買収。
- United Defense
  - 2004年、Cercomを買収。
  - 2004年、Kaiser Compositekを買収。
  - 2005年、Engineered Plastic Designsを買収。
- L3ハリス・テクノロジーズ
  - 2019年、L3テクノロジーズ（旧 L-3 コミュニケーションズ）とハリス・コーポレーションの対等合併により設立。
- L-3 Communications
  - 1998年、ElectrodynamicをCarpenter Technolから買収。
  - 1998年、ILEX Systemsを買収。
  - 1998年、Microdyneを買収。
  - 1998年、Ocean SystemsをAllied Signalから買収。
  - 1998年、SPD Technologiesを買収。
  - 1998年、Storm Control Systemsを買収。
  - 1999年、Aydin Corpを買収。
  - 1999年、EMP TrexComをTrex Communicationsから買収。
  - 1999年、LNX TrexComをTrex Communicationsから買収。
  - 1999年、Interstate Electronic CorporationをScott Technologiesから買収。
  - 1999年、Space & Navigation SystemsをAllied Signalから買収。
  - 2000年、Raytheon TDTSをレイセオンから買収。
  - 2004年、AVISYSを買収。
  - 2004年、BEAMHITを買収。
  - 2004年、Brashearを買収。
  - 2004年、Canadian Navigation Systemsをノースロップ・グラマンから買収。
  - 2004年、Cincinnati ElectronicsをCMC Electronicsから買収。
  - 2004年、DP Associatesを買収。
  - 2004年、Electron Dynamic Devicesをボーイングから買収。
  - 2004年、Marine ControlsをCAEから買収。
  - 2004年、Propulsion Systems事業をゼネラルダイナミクスから買収。
  - 2004年、Raytheon Commercial Infraredをレイセオンから買収。
  - 2005年、BAI Aerosystemsを買収。
  - 2005年、EOTechを買収。
  - 2005年、Joseph Sheairs Associatesを買収。
  - 2005年、Sonoma Design Groupを買収。
  - 2005年、Titan Corporationを買収。
  - 2005年、SAM Electronicsを買収。
  - 2006年、Advanced System Architecturesを買収。
  - 2006年、Magnet-Motorを買収。
  - 2006年、Nautronix Defence GroupをNautronix Holdingsから買収。
  - 2006年、TRL Electronicsを買収。

## 自動車の製造
- トヨタ自動車
  - 1991年、トヨタ自動車北海道およびトヨタ自動車九州を設立（ともに翌年操業開始）。
  - 1998年、ダイハツ工業を買収。
  - 1997年、朝日航洋をセゾングループ（西武百貨店ほか）から買収。
  - 2001年、日野自動車を買収。
- ゼネラルモーターズ
  - 1997年、部品事業を分離しデルファイを設立。
  - 2000年、Hughes Space and Communicationsをボーイングに売却。
  - 2002年、Daewoo Motorの乗用車事業を買収。
  - 2003年、Defense Vehicle事業をゼネラル・ダイナミクスに売却。
- フォード・モーター
  - 1999年、ボルボの乗用車事業を買収。
  - 2000年、Rover GroupのLand Rover事業をBMWから買収。
- ダイムラー
  - 1998年、クライスラーを買収し社名をダイムラー・クライスラーに変更。
  - 2000年、航空宇宙事業をEADSに売却。
  - 2004年、三菱ふそうトラック・バスを買収。
  - 2007年、クライスラーをサーベラス・キャピタル・マネジメントに売却。
- フォルクスワーゲン
  - 1998年、ロールス・ロイスの自動車事業を買収。
- BMW
  - 1994年、ローバー・グループを買収。
  - 2000年、ローバー・グループのランドローバー事業をフォード・モーターに売却。
  - 2000年、ローバー・グループのランドローバー以外の事業をPhoenix Consortiumに売却。
- ボルボ
  - 1999年、乗用車事業（ボルボ・カーズ）をフォード・モーターに売却。
  - 2001年、ルノーのトラック事業を買収。
  - 2007年、日産ディーゼル工業を日産自動車などから買収。
- 浙江吉利控股集団
  - 2010年、ボルボ・カーズをフォード・モーターから買収。
- 三菱自動車
  - 2004年、三菱ふそうトラック・バスをダイムラーに売却。
- ルノー(ルノー・日産・三菱アライアンス)
  - 1999年、ルノーが日産自動車と資本提携を行い、日産自動車を事実上の傘下におさめる。
  - 2016年、日産自動車が三菱自動車工業の筆頭株主となる。
- フィアット
  - 2003年、Fiat AvioをCarlyle Groupに売却。
- フィアット・クライスラー・オートモービルズ
  - 2014年、フィアットがクライスラーを買収し、持株会社フィアット・クライスラー・オートモービルズを設立。
- グループPSA
  - 2017年、オペル、ボクスホールをゼネラルモーターズから買収。
- ステランティス N.V.
  - 2021年、フィアット・クライスラー・オートモビルズとグループPSAの対等合併により設立。

## 電気光学製品の製造
- ゼネラル・エレクトリック
  - 1998年、東邦生命を買収し社名をGEエジソン生命に変更。
  - 1998年、レイクを買収。
  - 1998年、日本リースを買収。
  - 1999年、MarconiElectric SystemをBAEシステムズに売却。
  - 2003年、GEエジソン生命をAIGに売却。
  - 2007年、プラスチック事業をSaudi Basic Industries Corporationに売却（これに伴い、同事業における日本法人である日本ジーイープラスチックス（三井化学・長瀬産業との三社合弁）も全株式を同社へ売却）。
- インテル
  - 1998年、ウイルス対策事業をシマンテックに売却。
  - 1999年、Dialogicを買収。
  - 1999年、Level One Communicationsを買収。
  - 2000年、Ambient Technologiesを買収。
  - 2000年、Thinkit Technologiesを買収。
  - 2000年、Basis Communicationsを買収。
  - 2000年、GigaASを買収。
  - 2000年、Trillium Digital Systemsを買収。
  - 2000年、Network Solutionsを買収。
  - 2001年、Xircomを買収。
  - 2003年、West Bay Semiconductorを買収。
  - 2005年、Oplus Technologiesを買収。
  - 2006年、Sarvegaを買収。
- AMD
  - 2002年、Alchemy Semiconductorを買収。
  - 2006年、ATI Technologiesを買収。
- モトローラ
  - 2004年、半導体事業をフリースケール・セミコンダクタとして分社独立。
  - 2006年、自動車用電子機器事業をコンチネンタルAGに売却。
- ウェスティングハウス・エレクトリック
  - 1995年、CBSを買収。
  - 1999年、CBSをバイアコムに売却。
- ハネウェル
  - 1990年、軍需事業をAlliant Techsystemsとして分社。
  - 1991年、コンピュータ事業をブルに売却。
  - 1996年、Duracraftを買収。
  - 1998年、アライドシグナルと合併
  - 2002年、山武との資本関係を解消。
  - 2004年、Vindicator Technologiesを買収。
- シュナイダー・エレクトリック
  - 2006年、American Power Conversionを買収。
- 日立製作所
  - 2000年、IBMのハードディスク事業を買収。
  - 2004年、プリンタ事業をリコーに売却。
  - 2007年、連結子会社の日本サーボを日本電産に売却、社名を日本電産サーボとする。
- パナソニック
  - 1991年、Music Corporation of Americaを買収。
  - 1995年、Music Corporation of Americaをシーグラムに売却。
  - 2001年、松下電子工業を合併。
  - 2004年、兄弟会社であり持分会社でもあった松下電工（現在のパナソニック電工）を買収。
  - 2008年、持分会社であった日本ビクターがケンウッドと経営統合、共同持株会社・JVC・ケンウッド・ホールディングスとなる。
  - 2011年、三洋電機を買収。
- ソニー
  - 2002年、アイワを合併。
  - 2004年、メトロ・ゴールドウィン・メイヤーを買収。
- 東芝
  - 2003年、アミューズピクチャーズを買収して社名を東芝エンタテインメントに変更。
  - 2005年、パナソニック四国エレクトロニクスのハードディスク事業のアメリカ事業所を買収。
  - 2004年、東芝タンガロイがMBOにより資本独立。
  - 2006年、British Nuclear Fuelsからウェスティングハウス・エレクトリックを買収。
  - 2007年、東芝セラミックスがMBOにより資本独立。
  - 2007年、東芝エンタテインメントを博報堂DYメディアパートナーズに、東芝EMIをキャピトルEMIに売却。
- リコー
  - 2004年、日立製作所のプリンタ事業を買収。
  - 2007年、IBMのデジタル印刷事業を買収。
- シーメンス
  - 2007年、UGSを買収。
  - 2007年、Dade Behringを買収。
  - 2007年、VDO Automotive事業をContinentalに売却。
- コニカミノルタ
  - 2003年、コニカとミノルタが経営統合し、持株会社コニカミノルタホールディングスを設立。
  - 2013年、社名をコニカミノルタに変更。
- ブロードコム
  - 2016年、Avago Technologiesがブロードコム(旧)を買収し、社名をブロードコムに変更。

## コンピュータ・ソフトの製造
- IBM
  - 1995年、ロータスを買収。
  - 1996年、チボリを買収。
  - 1998年、ウイルス対策事業をシマンテックに売却。
  - 1999年、Sequent Computer Systemsを買収。
  - 2000年、ハードディスク事業を日立製作所に売却。
  - 2001年、インフォミックスを買収。
  - 2002年、PricewaterhouseCoopers Consultingを買収。
  - 2003年、ラショナルを買収。
  - 2004年、PC事業を連想集団に売却。
  - 2004年、Alphabloxを買収。
  - 2004年、Veneticaを買収。
  - 2004年、Trigo Technologiesを買収。
  - 2005年、Ascential Softwareを買収。
  - 2005年、DataPowerを買収。
  - 2005年、Meiosysを買収。
  - 2005年、iPhrase Systemsを買収。
  - 2005年、Gluecode Softwareを買収。
  - 2006年、デジタル印刷事業をリコーに売却。
  - 2006年、Palisades Technology Partnersを買収。
  - 2006年、FileNetを買収。
  - 2006年、MRO Softwareを買収。
  - 2006年、Rembo Technologyを買収。
  - 2006年、CIMS Labを買収。
  - 2006年、Internet Security Systemsを買収。
  - 2007年、Softek Storage Solutionsを買収。
  - 2007年、Telelogicを買収。
  - 2007年、Princeton Softechを買収。
  - 2007年、DataMirrorを買収。
  - 2019年、レッドハットを買収。

- レッドハット
  - 2005年、JBossを買収。
- ヒューレット・パッカード
  - 1990年、アポロコンピュータを買収。
  - 1995年、コンベックス・コンピュータを買収。
  - 1997年、計測機器部門をアジレント・テクノロジーとして分社独立。
  - 2002年、コンパックコンピュータを買収。
  - 2007年、Opswareを買収。
  - 2007年、Neowareを買収。
- コンパックコンピュータ
  - 1997年、タンデムコンピューターズを買収。
  - 1998年、ディジタル・イクイップメント・コーポレーションを買収。
- NEC
  - 1996年、パッカードベルを合併。
  - 2006年、パッカードベルを売却。
  - 2007年、Sphere Communicationsを買収。
- 富士通
  - 2007年、Okereを買収。
- 連想集団(Lenovo)
  - 2004年、IBMのパソコン事業を買収。
- エイサー (企業)（宏基電脳）
  - 2007年、ゲートウェイを買収。
- マイクロソフト
  - 1997年、Hotmailを買収。
  - 2006年、Whale Communicationsを買収。
  - 2007年、ScreenTonicを買収。
  - 2007年、aQuantiveを買収。
  - 2007年、Parlanoを買収。
  - 2011年、Skypeを買収。
  - 2013年、ノキアのデバイス&サービス部門を買収。
  - 2014年、Mojangを買収。
- ノベル (企業)
  - 1996年、WordPerfect事業をコーレルに売却。
  - 2001年、Cambridge Technology Partnersを買収。
  - 2003年、Ximianを買収。
  - 2003年、SUSE Linuxを買収。
  - 2005年、Immunixを買収。
  - 2006年、e-Securityを買収。
- オラクル (企業)
  - 2004年、Collaxaを買収。
  - 2004年、ピープルソフトを買収。
  - 2006年、シーベル・システムズを買収。
  - 2010年、サン・マイクロシステムズを買収。
- サン・マイクロシステムズ
  - 2004年、Cobalt Networksを買収。
  - 2004年、InfraSearchを買収。
  - 2004年、Nauticus Networksを買収。
  - 2005年、Storage Technologyを買収。
  - 2005年、Tarantellaを買収。
  - 2005年、SeeBeyondを買収。
  - 2006年、Aduvaを買収。
  - 2006年、Neogentを買収。
- ピープルソフト
  - 2003年、JD Edwardsを買収。
- CA
  - 1991年、On-Line Softareを買収。
  - 1994年、ASK Groupを買収。
  - 1995年、Legent Corporationを買収。
  - 1996年、Cheyenne Softwareを買収。
  - 1997年、Avalan Technologyを買収。
  - 1997年、AI Ware を買収。
  - 1998年、Viewpoint DataLabsを買収。
  - 1998年、Realogicを買収。
  - 1998年、QXCOMを買収。
  - 1999年、Platinum Technologyを買収。
  - 2000年、Applied Management Systemsを買収。
  - 2000年、Sterling Softwareを買収。
  - 2003年、Netreonを買収。
  - 2003年、SilentRunnerを買収。
  - 2004年、PestPatrolを買収。
  - 2004年、Netegrityを買収。
  - 2004年、Miramarを買収。
  - 2005年、Concord Communicationsを買収。
  - 2005年、Qurbを買収。
  - 2005年、Tiny Softwareを買収。
  - 2005年、Nikuを買収。
  - 2005年、iLumin Software Servicesを買収。
  - 2005年、Ingres RDB事業をIngres Corporationとして分離。
  - 2006年、Control-F1 Corporationを買収。
  - 2006年、Cybermationを買収。
  - 2006年、Wily Techを買収。
- シマンテック
  - 1990年、Peter Norton Computingを買収。
  - 1994年、Central Point Softwareを買収。
  - 1998年、Ghost事業をBinary Researchから買収。
  - 1998年、Quarterdeckを買収。
  - 1998年、ウイルス対策事業をIBMから買収。
  - 1998年、ウイルス対策事業をインテルから買収。
  - 2000年、AXENT Technologiesを買収。
  - 2003年、GoBack事業をRoxioから買収。
  - 2003年、Nexlandを買収。
  - 2003年、PowerQuestを買収。
  - 2005年、Sygate Technologiesを買収。
  - 2005年、Veritas Softwareを買収。
  - 2005年、BindViewを買収。
  - 2007年、Altirisを買収。
- アドビシステムズ
  - 2004年、マクロメディアを買収。
- コーレル
  - 1996年、WordPerfect事業をノベルから買収。
  - 2001年、Corel Linux事業をXandrosに売却。
  - 2004年、JASC Softwareを買収。
  - 2006年、WinZip Computingを買収。
  - 2006年、InterVideoを買収。
  - 2006年、Ulead Systems社を買収。
- Yahoo
  - 1997年、Four11を買収。
  - 1997年、ClassicGameを買収。
  - 1998年、Geocitiesを買収。
  - 2000年、eGroupsを買収。
  - 2002年、Inktomiを買収。
  - 2003年、Overtureを買収。
  - 2005年、Flickrを買収。
  - 2005年、blo.gsを買収。
  - 2005年、Upcoming.orgを買収。
  - 2005年、del.icio.usを買収。
  - 2006年、webjayを買収。
  - 2007年、Blue Lithiumを買収。
- Overture
  - 2003年、AltaVistaを買収。
  - 2003年、AlltheWebを買収。
- Google
  - 2003年、Pyra Networksを買収。
  - 2004年、Picasaを買収。
  - 2004年、Keyholeを買収。
  - 2005年、Urchinを買収。
  - 2006年、UpstartleのWritely事業を買収。
  - 2006年、Neven Visionを買収。
  - 2006年、YouTubeを買収。
  - 2006年、JotSpotを買収。
  - 2007年、DoubleClicKを買収。
  - 2007年、Tonic Systemsを買収。
  - 2007年、FeedBurnerを買収。
- SAP

## 機械製品の製造
- ユナイテッド・テクノロジーズ
  - 1999年、Sundstrand Corporationを買収。
  - 2003年、Chubbを買収。
  - 2005年、Rocketdyne Propulsion Powerをボーイングから買収。
- ITT
  - 2004年、Remote Sensing Systems事業をEastman Kodakから買収。
- イートン
  - 2005年、航空宇宙燃料事業をCobhamから買収。
- コンチネンタルAG
  - 2007年、ジーメンスのVDO Automotive事業を買収。
- ロールス・ロイス
  - 1998年、自動車事業をフォルクスワーゲンに売却。
  - 2004年、VT ControlsをVT Groupから買収。
  - 2006年、Data Systems & SolutionsをSAICから買収。

## 金属製品の製造
- アルセロール・ミッタル
  - 1992年、Mittalはシバルサ買収。
  - 1994年、Mittalはシドベック・ドスコを買収。
  - 1995年、Mittalはハンブルガー・シュタルヴェルケ、カルメトを買収。
  - 1998年、Mittalはインランド・スチールを買収。
  - 1999年、Mittalはユニメタルを買収。
  - 2001年、Mittalはアルファシド、シデックスを買収。
  - 2003年、Mittalはノヴァ・フットを買収。
  - 2004年、Mittalはポルスキー・フティ・スタリ、BHスチールを買収。
  - 2004年、MittalはLNM、イスパット、インターナショナル・スチールを買収。
  - 2005年、Mittalはクリボリシスタリを買収。
  - 2006年、MittalはArcelorを買収して社名をArcelor Mittalに変更。
- アルセロール
  - 2002年、ユジノール、アルベット、アセラリアが合併して社名をArcelorに変更。
- タタスチール
  - 1999年、British SteelとHoogovensが合併してCorusを設立。
  - 2006年、Tata SteelはCorusを買収。
- USスチール
  - 2007年、ステルコを買収。
- JFEスチール
  - 2002年、日本鋼管と川崎製鉄が経営統合し持ち株会社JFEホールディングスを設立。
- 三菱マテリアル
  - 1990年、三菱金属と三菱鉱業セメントが合併して三菱マテリアルに社名変更。
  - 2007年、上場子会社・三菱伸銅を完全子会社化。
- 日本製鉄
  - 2012年、新日本製鐵と住友金属工業が合併して社名を新日鐵住金に変更。
  - 2019年、社名を日本製鉄に変更。

## 化学製品の製造
- ダウ・ケミカル
  - 2001年、Union Carbideを買収。
- デュポン
  - 2002年、Chem Firstを買収。
- BASF
  - 1996年、北陸製薬を買収。
  - 1998年、Salchi S.P.Aを買収。
  - 2001年、American Home Productsの農薬事業を買収。
  - 2001年、Aventis CropScienceを買収。
  - 2002年、北陸製薬をアボット・ラボラトリーズに売却。
  - 2006年、Engelhardを買収。
  - 2006年、Johnson Polymerを買収。
  - 2006年、Degussaの建設用化学品部門を買収。
  - 2006年、CropDesign社を買収。
- 三菱ケミカルホールディングス
  - 1994年10月1日、「三菱化成株式会社」と「三菱油化株式会社」が合併し「三菱化学株式会社」に会社発足。
  - 1999年10月1日、「三菱化学株式会社」の医薬品事業と「東京田辺製薬」株式会社が合併し「三菱東京製薬株式会社」を会社設立。
  - 2001年10月1日、「三菱東京製薬株式会社」と「ウェルファイド株式会社」が合併し「三菱ウェルファーマ株式会社」を会社設立。
  - 2005年10月3日、「三菱化学株式会社」と「三菱ウェルファーマ株式会社」が経営統合し「株式会社三菱ケミカルホールディングス」を設立。
- 旭硝子
  - 2000年、F2ケミカルズを買収。
  - 2008年、旭ファイバーグラスをグローバル・インシュレーション（日本政策投資銀行とWISE PARTNERSの合弁）に売却。
- TDK
  - 2007年、アルプス電気からHDDのヘッド事業を買収。
  - 2007年、物流子会社、TDK物流がアルプス物流に吸収合併。
  - 2008年、TDKコアをコロムビアミュージックエンタテインメントへ売却、社名をクリエイティヴ・コアとする。
- バイエル
  - 2018年、モンサントを買収。

## 紙・パルプの製造
- 日本ユニパック
  - 2001年、日本製紙と大昭和製紙が経営統合して日本ユニパックを設立。
  - 2008年、三島製紙を買収。

## 医薬品・バイオ製品の製造
- ファイザー
  - 2000年、ワーナー・ランバートを買収。
  - 2003年、ファルマシアを買収。
  - 2007年、市販用医薬関連事業をジョンソン・エンド・ジョンソンに売却。
  - 2007年、食品関連事業をキャドバリー・シュウェップスに売却。
- グラクソ・スミスクライン
  - 2000年、グラクソ・ウエルカムとスミスクライン・ビーチャムが合併して社名をグラクソ・スミスクラインに変更。
- グラクソ・ウエルカム
  - 1995年、グラクソとウエルカムが合併して社名をグラクソ・ウエルカムに変更。
- サノフィ・アベンティス
  - 2004年、サノフィとアベンティスが合併して社名をサノフィ・アベンティスに変更。
- アストラゼネカ
  - 1999年、アストラとゼネカが合併して社名をアストラゼネカに変更。
- エフ・ホフマン・ラ・ロシュ
  - 2001年、中外製薬を買収。
- アボット・ラボラトリーズ
  - 2001年、BASFの医薬品事業を買収。
  - 2002年、BASFから北陸製薬を買収。
- ブリストル・マイヤーズ スクイブ
  - 1989年、Bristol-MyersとSquibbが合併して社名をBristol-Myers Squibbに変更。
- ワイス
  - 1994年、American Cyanamidを買収。
  - 2001年、農薬事業をBASFに売却。
  - 2002年、American Home Productsが社名をWyethに変更。
- ノバルティス
  - 2005年、ヘキサルを買収。
  - 2005年、イオン・ラブズを買収。
- 第一三共
  - 2007年、第一製薬と三共が合併して社名を第一三共に変更。
  - 2007年、アステラス製薬からゼファーマを買収。
  - 2007年、第一三共ヘルスケアがゼファーマを吸収合併。
- アステラス製薬
  - 2005年、山之内製薬と藤沢薬品工業が合併して社名をアステラス製薬に変更。
  - 2006年、ゼファーマを第一三共に売却。
- 田辺三菱製薬
  - 2007年、田辺製薬と三菱ウェルファーマが合併して社名を田辺三菱製薬に変更。
- 武田薬品工業
  - 2019年、シャイアーを買収。

## 食品の製造
- 日本水産
  - 2007年、シテマリンを買収。
- マルハニチロホールディングス
  - 2007年、マルハとニチロが合併して社名をマルハニチロホールディングスに変更。
- クラフト・ハインツ・カンパニー
  - 2015年、クラフトフーズ・グループとハインツの合併により設立。
- 伊藤ハム米久ホールディングス
  - 2016年、伊藤ハムと米久が経営統合し、持株会社伊藤ハム米久ホールディングスを設立。

## 住宅・事業設備・社会資本の建設
- 大林組
  - 2007年、ウェブコーを買収。
- 三井住友建設
  - 2003年、三井建設と住友建設が合併して三井住友建設に社名変更。
- 高松建設
  - 2000年、小松製作所から小松建設工業を買収。
  - 2002年、小松建設工業が社名をあすなろ建設に変更。
  - 2002年、青木建設を買収。
  - 2004年、あすなろ建設と青木建設が合併し社名を青木あすなろ建設に変更。
  - 2006年、青木あすなろ建設は東興建設を買収。
  - 2008年、青木あすなろ建設は倒産会社のみらい建設グループを支援・買収。
- LIXILグループ
  - 2001年、INAXとトステムが経営統合し、持株会社イナックストステム・ホールディングスを設立。
  - 2011年、INAX、新日軽、東洋エクステリア、トステムとLIXIL(初代)の5社合併でLIXIL(2代目)を設立。
  - 2012年、社名をLIXILグループに変更。

## エネルギー資源の採集・製造
- エクソンモービル
  - 1999年、エクソンとモービルが合併して社名をエクソン・モービルに変更。
- シェブロン
  - 1984年、スタンダード・オイル・カリフォルニアとガルフ・オイルが合併し社名をシェブロンに変更。
  - 2001年、テキサコを買収。
- コノコフィリップス
  - 2002年、コノコとフィリップスが合併して社名をコノコ・フィリップスに変更。
  - 2005年、Burlington Resourcesを買収。
- マラソンオイル
  - 2002年、US Steelから分離独立。
- 新日本石油
  - 1999年、日本石油と三菱石油が合併して社名を日石三菱石油に変更。
  - 2002年、社名を新日本石油に変更。
  - 2008年、九州石油を買収、同年秋に吸収合併。
- 新日鉱ホールディングス
  - 2002年、ジャパンエナジーと日鉱金属が持ち株会社新日鉱ホールディングスを設立。
- ENEOSホールディングス
  - 2010年、新日本石油と新日鉱ホールディングスが経営統合し、持株会社JXホールディングスを設立。
  - 2017年、東燃ゼネラル石油を吸収合併し、社名をJXTGホールディングスに変更。
  - 2020年、社名をENEOSホールディングスに変更。
- 昭和シェル石油
  - 1985年、昭和石油とシェル石油が合併して社名を昭和シェル石油に変更。
  - 2005年、東亜石油を買収。
- コスモ石油
  - 1986年、大協石油、丸善石油が合併し社名をコスモ石油に変更。
- BP (企業)
  - 1987年、イギリス政府はブリティッシュ・ペトロリアムを民営化。
  - 1999年、アモコを買収。
  - 2000年、カストロールを買収。
  - 2001年、社名をBPに変更。
- トタル
  - 1999年、ペトロフィナを買収して社名をトタルフィナに変更。
  - 2000年、エルフアキテーヌを買収して社名をトタルフィナエルフに変更。
  - 2003年、トタルフィナエルフは社名をトタルに変更。
- ロイヤル・ダッチ・シェル
  - 2005年、ロイヤル・ダッチ・ペトロリアムとシェル・トランスポート・トレーディングが経営統合して社名をロイヤル・ダッチ・シェルに変更。

## 小売
- ウォルマート
  - 1994年、Woolco Storesを買収。
  - 1999年、ASDAグループを買収。
  - 2003年、Amigo Supermarketを買収。
  - 2005年、西友を買収。
  - 2006年、Carhcoを買収。
  - 2006年、韓国の店舗を新世界百貨店に売却。
- カルフール
  - 1999年、プロモデスを買収。
  - 2005年、カルフール・ジャパンをイオンに売却。
  - 2006年、カルフール・コリアをイーランドグループに売却。
- セブン&アイ
  - 2003年、そごうが社名をミレニアムリテイリングに変更。
  - 2004年、ミレニアムリテイリングが西武百貨店を買収。
  - 2005年、イトーヨーカ堂、セブン-イレブン・ジャパン、デニーズジャパンがセブン&アイ・ホールディングスを設立。
  - 2005年、タワーベーカリーを買収。
  - 2006年、ヨークベニマルを買収。
  - 2006年、ミレニアムリテイリングを買収。
  - 2007年、赤ちゃん本舗をタカラトミーから買収。
- イトーヨーカ堂
  - 1991年、サウスランド社を買収。
  - 2002年、ダイクマをヤマダ電機に売却。
- ミレニアムリテイリング
  - 2003年、十合（そごうの持株会社。そごうグループ再建の受け皿会社でもある）が社名をミレニアムリテイリングに変更。
  - 2004年、ミレニアムリテイリングが西武百貨店を買収。
- イオン
  - 2003年、マイカルを買収。
  - 2005年、カルフールからカルフール・ジャパンを買収。
  - 2006年、オリジン東秀を買収。
  - 2006年、ジェイ・ジル・グループを買収。
  - 2007年、光洋を買収。
  - 2011年、マルナカと山陽マルナカを買収。
- セゾングループ
  - 2001年、西洋フードシステムズをコンパスグループに売却。
  - 2004年、西武百貨店をミレニアムリテイリングに売却。
  - 2005年、西友をウォルマートに売却。
- ダイエー
  - 1994年、ユニードダイエーを買収・合併。
  - 1994年、忠実屋を買収・合併。
  - 1994年、ダイナハを買収・合併。
  - 1999年、ほっかほっか亭の東日本地域の事業をプレナスに売却。
  - 2001年、ローソンの株式を三菱商事に売却し、関連会社から外れる。
  - 2002年、プランタン銀座を読売新聞に売却。
  - 2002年、ウェンコ・ジャパン（現在は日本ウェンディーズ）、ビッグボーイをゼンショーに売却。
  - 2003年、神戸メリケンパークオリエンタルホテル、なんばオリエンタルホテル、ホテルセントラーザ博多、新浦安オリエンタルホテルをゴールドマン・サックス証券に売却。
  - 2004年、新神戸オリエンタルシティをモルガン・スタンレー証券に売却。
  - 2004年、ホークスタウンをコロニー・キャピタルに売却。
  - 2005年、福岡ダイエーホークスをソフトバンクに売却。
  - 2005年、フォルクスをどんに売却。
  - 2006年、ハワイの現地法人をドン・キホーテに売却。
  - 2007年、十字屋を買収・合併。
- サークルKサンクス
  - 2001年、サークルKとサンクスが経営統合しサークルKサンクスを設立（後年合併）。
- ファミリーマート
  - 2010年、エーエム・ピーエム・ジャパンを吸収合併。
  - 2016年、サークルKサンクスを傘下に持つユニーグループ・ホールディングスを吸収合併。ユニー・ファミリーマートホールディングスへ社名変更。
  - 2019年、ユニーをドンキホーテホールディングスに売却。ファミリーマートへ社名変更。
- J.フロント リテイリング
  - 2007年、松坂屋ホールディングスと大丸が経営統合してJ.フロント・リテイリングを設立。
- エイチ・ツー・オー リテイリング
  - 2007年、阪急百貨店が百貨店事業のみを分社するとともに阪神百貨店を買収してエイチ・ツー・オー・リテイリングに変更（付帯事業会社との資本関係は維持したため現在は付帯事業会社は阪急百・阪神百とは独立した兄弟会社になっている）。
- 三越伊勢丹
  - 2008年、三越と伊勢丹が経営統合し、持株会社三越伊勢丹ホールディングスを設立。
- ヤマダ電機
  - 2006年、ダイクマをイトーヨーカ堂から買収。
  - 2007年、ぷれっそホールディングスを買収。
  - 2007年、キムラヤセレクトを買収。
- ココカラファイン
  - 2008年、セガミメディクスとセイジョーが経営統合し、持株会社ココカラファインホールディングスを設立。
  - 2010年、アライドハーツ・ホールディングスを吸収合併し、社名をココカラファインに変更。
- マツキヨココカラ&カンパニー
  - 2021年、マツモトキヨシホールディングスとココカラファインが経営統合し、持株会社マツキヨココカラ&カンパニーを設立。
- コロワイド
  - 2005年、アトムを買収。
  - 2006年、宮を買収。
  - 2012年、レックス・ホールディングスを買収。
  - 2020年、大戸屋ホールディングスを買収。
- ゼンショー
  - 2000年、ココスジャパンを買収。
  - 2002年、CASAの郊外型店舗120店を西洋フードシステムズ（現：コンパスグループ・ジャパン）から買収。
  - 2005年、なか卯を買収。
  - 2007年、サンデーサン（現：ジョリーパスタ）を買収。
  - 2008年、華屋与兵衛を買収。

## 卸売
- 三井物産
  - 2006年、SunWize Technologiesを買収。
  - 2007年、三井物産フューチャーズをアストマックスに売却。
  - 2007年、Ellison Technologiesを買収。
  - 2007年、スチール・テクノロジーを買収。
- 三菱商事
  - 2001年、ダイエーよりローソンの株式を買い取り筆頭株主となる。
  - 2005年、カルパインからイリノイ州のモーリス発電所を買収。
  - 2006年、エイボン・オートモーティブを買収。
  - 2007年、FGDIを買収。
  - 2007年、日本農産工業を買収。
  - 2007年、日東富士製粉を買収。
  - 2007年、日本食品化工を買収。
  - 2017年、傘下のローソンを子会社化。
- 住友商事
  - 1992年、Cantexを買収。
  - 2004年、キリウを買収。
  - 2004年、J.W.Child AssociatesからHartz Mountainを買収。
  - 2005年、AMC Entertainment Internationalから日本エイエムシー・シアターズを買収。
  - 2005年、TBCを買収。
  - 2006年、伊勢丹からバーニーズジャパンを買収。
  - 2006年、河南天方薬業を買収。
  - 2006年、コーエイドラッグを買収。
- 伊藤忠商事
  - 1998年、西友よりファミリーマートの株式を買い取り筆頭株主となる。
  - 2002年、エキサイトを買収。
  - 2004年、ライカを買収。
  - 2004年、Dale Industriesを買収。
  - 2006年、レスポートサックを買収。
  - 2007年、Solar Depotを買収。
  - 2018年、傘下のファミリーマートを子会社化。
- 丸紅
  - 2006年、AgbarとAlmendralからチリの水道事業会社Aguas Decimaを買収。
  - 2006年、ビークイックを買収。
  - 2007年、Belterraを買収。
  - 2007年、CoActiv Capital Partnersを買収。
  - 2007年、ミラントからミラント・カリビアン・ホールディングスを買収。
  - 2007年、Whitefield Power and Lightからニューハンプシャー州の発電所を買収。
  - 2007年、ロジテックをエレコムに売却。
  - 2007年、ダイエーを買収。
  - 2013年、ダイエーをイオンに売却。
- 豊田通商
  - 2000年、加商と合併。
  - 2006年、トーメンと合併。
- 双日
  - 2003年、ニチメンと日商岩井が経営統合して双日を設立（2004年に合併）。

## 旅客・貨物輸送
- ユナイテッド・パーセル・サービス
  - 1999年、Challenge Airを買収。
  - 2001年、Mail Boxes Etcを買収。
  - 2004年、Menlo Worldwide Forwardingを買収。
  - 2004年、Sinotransを買収。
  - 2005年、Overnightを買収。
- フェデックス
  - 1998年、Caliber Systemを買収。
  - 1998年、American Freightwaysを買収。
  - 2004年、Kinko'sを買収。
  - 2004年、Parcel Directを買収。
  - 2006年、ANC Holdingsを買収。
  - 2006年、Watkins Motor Linesを買収。
  - 2007年、Prakash Air Freight Private Limitedを買収。
- Deutsche Post
  - 1998年、Global Mailを買収。
  - 1999年、Danzasを買収。
  - 1999年、AEIを買収。
  - 2000年、Herald International Mailingを買収。
  - 2002年、DHLを買収。
  - 2003年、Airborneを買収。
  - 2004年、Speed Mailを買収。
  - 2005年、Exelを買収。
- TNT
  - 2004年、Wilson Logistics Holdingsを買収。
- 日本通運
  - 2007年、Southbound Freightを買収。
  - 2007年、J I Logistics Private Limitedを買収。
  - 2008年、宅配便事業（ペリカン便）を日本郵便グループの同事業（ゆうパック）と統合、統合新会社の社名をJPエクスプレスとする。
- 阪急阪神ホールディングス
  - 2006年、阪急ホールディングスは阪神電気鉄道を買収し社名を阪急阪神ホールディングスに変更。
- 日本航空
  - 2002年、日本航空と日本エアシステムが経営統合し、日本航空システムを設立。
  - 2004年、日本航空は社名を日本航空インターナショナルに変更。
  - 2004年、日本エアシステムは社名を日本航空ジャパンに変更。
  - 2004年、日本アジア航空を買収。
  - 2004年、日本航空システムは社名を日本航空に変更。
  - 2006年、日本航空インターナショナルが日本航空ジャパンを合併。

## 電話・電気通信
- AT&T
  - 2000年、AT&TはMediaOneを買収。
  - 2005年、SBC CommunicationsはAT&Tを買収し社名をAT&Tに変更。
  - 2006年、InFreeDAを買収。
  - 2006年、Bell Southを買収。
  - 2007年、Dobson Communicationsを買収。
  - 2015年、ディレクTVを買収。
  - 2018年、タイム・ワーナーを買収。
- ボーダフォン
  - 2001年、日本テレコム（現在のソフトバンクテレコム）を買収。
  - 2001年、ジェイフォン（現在のソフトバンクモバイル）を買収。
  - 2003年、日本テレコムをリップルウッドに売却。
  - 2003年、ジェイフォンをボーダフォン（現在のソフトバンクモバイル）に社名変更。
  - 2006年、ボーダフォンをソフトバンクに売却。
- KDDI
  - 1998年、国際電信電話と日本高速通信が合併してKDDを設立。
  - 2000年、第二電電、KDD、日本移動通信が合併してDDIを設立。
  - 2000年、北海道セルラー電話、東北セルラー電話、北陸セルラー電話、関西セルラー電話、中国セルラー電話、四国セルラー電話、九州セルラー電話が合併し、auを設立。
  - 2001年、DDIはauを買収。
  - 2001年、DDIは社名をKDDIに変更。
  - 2005年、ツーカーセルラー東京、ツーカーセルラー東海、ツーカーホン関西を買収・合併。
  - 2006年、パワードコムを買収・合併。
- ソフトバンク
  - 1995年、Ziff Davisを買収。
  - 1995年、キングストンテクノロジーを買収。
  - 1999年、Ziff Davisを売却。
  - 1999年、キングストンテクノロジーを売却。
  - 2000年、日本債券信用銀行（現在のあおぞら銀行）を預金保険機構から買収。
  - 2000年、あおぞら銀行をサーベラス・キャピタル・マネジメントに売却。
  - 2004年、日本テレコムを買収し社名をソフトバンクテレコムに変更。
  - 2005年、福岡ダイエーホークスを買収し社名を福岡ソフトバンクホークスに変更。
  - 2006年、ボーダフォンを買収し社名をソフトバンクモバイルに変更。

## 新聞・出版・放送・情報メディア
- ニューズ・コープ
  - 2005年、Intermix Mediaを買収。
  - 2007年、ダウ・ジョーンズを買収。
- ダウ・ジョーンズ
  - 2004年、マーケットウォッチを買収。
- ニューヨーク・タイムズ
  - 2005年、PrimediaからAboutを買収。
- NBC
  - 2006年、iVillageを買収。
- タイム・ワーナー
  - 1999年、ターナー・ブロードキャスティング・システムを買収。
  - 2000年、タイム・ワーナーとアメリカオンラインが合併し社名をAOL・タイム・ワーナーに変更。
  - 2002年、AOL・タイム・ワーナーは社名をタイム・ワーナーに変更。
- ウォルト・ディズニー
  - 1995年、ABCを買収。
  - 2017年、21世紀FOXを買収。
- バイアコム
  - 1999年、ウェスチングハウスからCBSを買収。
- トムソン
  - 2007年、ロイターを買収。

## 銀行・証券・保険・ファンド・金融
- シティグループ
  - 1998年、シティコープとトラベラーズグループが経営統合してシティグループを設立。
  - 2007年、日興コーディアルグループを買収。
- トラベラーズグループ
  - 1997年、ソロモンブラザーズを買収。
- バンク・オブ・アメリカ
  - 1992年、セキュリティ・パシフィックを買収。
  - 1994年、コンチネンタル・イリノイ銀行を買収。
  - 1994年、トラスト・オブ・シカゴを買収。
  - 1997年、ナショナルバンクを買収し社名をバンク・オブ・アメリカに変更。
  - 2004年、National City Corpを買収。
  - 2004年、FleetBoston Financialを買収。
  - 2004年、Wells Fargoを買収。
  - 2006年、United States TrustをCharles Schwabから買収。
- JPモルガン・チェース
  - 1998年、バンク・ワン・オブ・オハイオとファースト・シカゴ・NBDが合併してバンク・ワンを設立。
  - 2000年、チェース・マンハッタンとJPモルガンが合併しJPモルガン・チェースを設立。
  - 2004年、バンク・ワンを買収。
  - 2006年、リテール事業をバンク・オブ・ニューヨークから買収し、法人信託事業をバンク・オブ・ニューヨークに売却。
- ケミカル・バンク
  - 1993年、マニュファクチャーズ・ハノーヴァー・トラストを買収。
  - 1996年、チェース・マンハッタンを買収し社名をチェース・マンハッタンに変更。
- バンク・オブ・ニューヨーク
  - 1993年、National Community Banksを買収。
  - 1995年、Putnam Trustを買収。
  - 2003年、Pershing LLCを買収。
  - 2006年、JPモルガン・チェースから法人信託事業を買収し、リテール事業をJPモルガン・チェースに売却。
- スタンダード・チャータード
  - 2007年、アメリカン・エキスプレス・バンクをアメリカン・エキスプレスから買収。
- トロント・ドミニオン・バンク
  - 2007、コマース・バンコープを買収。
- ゴールドマン・サックス
  - 1999年、Hull Tradingを買収。
  - 2000年、Spear Leeds & Kelloggを買収。
  - 2003年、神戸メリケンパークオリエンタルホテル、なんばオリエンタルホテル、ホテルセントラーザ博多、新浦安オリエンタルホテルをダイエーから買収。
  - 2007年、Alliance Atlantisを買収。
- モルガン・スタンレー
  - 1996年、Van Kampen Investmentsを買収。
  - 1997年、Dean Witter Reynoldsを買収。
  - 2004年、新神戸オリエンタルホテルをダイエーから買収。
  - 2007年、IHG・ANA・ホテルズ・グループを買収。
- メリルリンチ
  - 1997年、山一証券の店舗・事業を買収。
- BNPパリバ
  - 2000年、Banque Nationale de ParisとParibasが合併して社名をBNP Paribasに変更。
  - 2002年、ユナイテッド・カリフォルニア銀行をUFJ銀行から買収。
- リップルウッド
  - 2000年、日本長期信用銀行（現在の新生銀行）を買収。
  - 2001年、フェニックスリゾート（現在のフェニックス・シーガイア・リゾート）を買収。
  - 2001年、日本コロムビアを買収。
  - 2002年、ディーアンドエムホールディングスを買収。
  - 2003年、日本テレコム（現在のソフトバンクテレコム）を買収。
  - 2004年、日本テレコムをソフトバンクに売却。
- サーベラス・キャピタル・マネジメント
  - 2003年、あおぞら銀行をソフトバンクから買収。
  - 2007年、クライスラーをダイムラー・クライスラーから買収。
- カーライル・グループ
  - 2002年、QinetiQを買収。
  - 2003年、Fiat Avioをフィアットから買収。
  - 2004年、Standard Aerospace事業をDoughty Hansonから買収。
  - 2004年、Stellex Aerostructuresを買収。
  - 2004年、ウィルコムを買収。
  - 2005年、NP AerospaceをReinhold Industriesから買収。
  - 2006年、Stellex AerostructuresをGKNに売却。
- 三菱UFJフィナンシャル・グループ
  - 2005年、三菱東京フィナンシャル・グループとUFJホールディングスが合併して三菱UFJフィナンシャル・グループを設立。
  - 2005年、三菱信託銀行がUFJ信託銀行を買収・合併して社名を三菱UFJ信託銀行に変更。
  - 2005年、三菱証券はUFJつばさ証券を買収・合併して社名を三菱UFJ証券に変更。
  - 2006年、東京三菱銀行とUFJ銀行が合併し社名を三菱東京UFJ銀行に変更。
- 三菱東京フィナンシャル・グループ
  - 2001年、東京三菱銀行と三菱信託銀行が経営統合して三菱東京フィナンシャルグループを設立。
- 三菱銀行
  - 1994年、三菱銀行が三菱ダイヤモンド証券を設立。
- 東京三菱銀行
  - 1996年、三菱銀行と東京銀行が合併して社名を東京三菱銀行に変更。
  - 1996年、バンク・オブ・カリフォルニアとユニオンバンクが合併して社名をユニオン・バンク・オブ・カリフォルニアに変更。
  - 1996年、三菱ダイヤモンド証券は社名を東京三菱証券に変更。
  - 1999年、菱光証券と大七証券が合併して社名を東京三菱パーソナル証券に変更。
  - 2002年、国際証券、東京三菱証券、東京三菱パーソナル証券、一成証券が合併して社名を三菱証券に変更。
- 三菱信託銀行
  - 2001年、三菱信託銀行が日本信託銀行と東京信託銀行を買収・合併。
- UFJホールディングス
  - 2001年、三和銀行、東海銀行、東洋信託銀行が合併してUFJホールディングスを設立。
  - 2002年、UFJパートナーズ投信を買収。
- UFJ銀行
  - 2002年、三和銀行と東海銀行が合併し社名をUFJ銀行に変更。
  - 2002年、ユナイテッド・カリフォルニア銀行をBNPパリバに売却。
- 三和銀行
  - 1994年、三和銀行が三和証券を設立。
  - 2001年、三和証券が東海インターナショナル証券を合併して社名をUFJキャピタルマーケッツ証券に変更。
- 東海銀行
  - 1995年、東海銀行が東海インターナショナル証券を設立。
- つばさ証券
  - 2000年、ユニバーサル証券、太平洋証券、東和証券、第一証券が合併して社名をつばさ証券に変更。
  - 2002年、つばさ証券がUFJキャピタルマーケッツ証券を買収・合併して社名をUFJつばさ証券に変更。
- みずほフィナンシャルグループ
  - 2000年、第一勧業銀行、富士銀行、日本興業銀行が経営統合してみずほフィナンシャルグループを設立。
  - 2000年、第一勧業富士信託銀行が興銀信託銀行を買収・合併してみずほ信託銀行を設立。
  - 2000年、安田信託銀行は、社名をみずほアセット信託銀行に変更。
  - 2000年、興銀証券、第一勧業証券、富士証券が合併して社名をみずほ証券に変更。
  - 2000年、勧角証券は公共証券と合併して社名をみずほインベスターズ証券に変更。
  - 2001年、みずほインベスターズ証券は大東証券を買収・合併。
  - 2002年、第一勧業銀行・富士銀行・日本興業銀行が経営統合してみずほ銀行を設立。
  - 2002年、第一勧業銀行・富士銀行・日本興業銀行が経営統合してみずほコーポレート銀行を設立。
  - 2003年、みずほ信託銀行がみずほアセット信託銀行を買収・合併。
- 日本興業銀行
  - 1993年、興銀証券を設立。
- 第一勧業銀行
  - 1994年、第一勧業証券を設立。
  - 1999年、第一勧業信託銀行と富士信託銀行が合併して第一勧業富士信託銀行を設立。
  - 1999年、第一勧業銀行が勧角証券を買収。
- 富士銀行
  - 1994年、富士証券を設立。
  - 1996年、安田信託銀行を買収。
- 三井住友フィナンシャルグループ
  - 2001年、住友銀行がさくら銀行と合併して三井住友銀行となる。
  - 2002年、三井住友銀行が三井住友フィナンシャルグループを設立。
  - 2003年、三井住友フィナンシャルグループは三井住友銀行よりわかしお銀行を買収・両銀行が合併。
  - 2003年、さくらフレンド証券と明光ナショナル証券が合併してSMBCフレンド証券となる。
  - 2004年、SMBCフレンド証券は泉証券を買収・合併。
  - 2006年、SMBCフレンド証券を買収。
- さくら銀行
  - 1990年、三井銀行と太陽神戸銀行が合併して社名を太陽神戸三井銀行に変更。
  - 1992年、太陽神戸三井銀行は社名をさくら銀行に変更。
  - 2000年、山種証券と神栄石野証券が合併してさくらフレンド証券となる。
- 明光ナショナル証券
  - 1999年、明光証券とナショナル証券が合併して明光ナショナル証券となる。
- 中央三井トラスト・ホールディングス
  - 2002年、中央三井信託銀行と三井アセット信託銀行が三井トラスト・ホールディングスを設立。
  - 2002年、社名を中央三井トラスト・ホールディングスに変更。
- 中央三井信託銀行
  - 2000年、中央信託銀行と三井信託銀行が合併して社名を中央三井信託銀行に変更。
  - 2001年、さくら信託銀行を三井住友銀行から買収して社名を三井アセット信託銀行に変更
- 中央信託銀行
  - 1998年、北海道拓殖銀行の北海道以外の店舗・事業を買収
- りそなホールディングス
  - 2001年、大和銀行、近畿大阪銀行、奈良銀行は大和銀ホールディングスを設立。
  - 2002年、大和銀ホールディングスは大和銀行の信託事業を分離して大和銀信託銀行を設立。
  - 2002年、大和銀ホールディングスはあさひ銀行を買収して大和銀行はあさひ銀行を合併。
  - 2002年、大和銀行はあさひ信託銀行を買収・合併
  - 2002年、大和銀信託銀行は社名をりそな信託銀行に変更。
  - 2002年、大和銀ホールディングスは社名をりそなホールディングスに変更。
  - 2002年、りそなホールディングスは埼玉りそな銀行を設立。
  - 2003年、大和銀行はあさひ銀行の埼玉県内の事業を埼玉りそな銀行へ譲渡。
  - 2003年、大和銀行はあさひ銀行を買収・合併して社名をりそな銀行に変更。
  - 2003年、預金保険機構はりそなホールディングスグループを買収し国有化。
  - 2006年、りそな銀行は奈良銀行を合併。
- 協和埼玉銀行
  - 1991年、協和銀行と埼玉銀行が合併して社名を協和埼玉銀行に変更。
  - 1992年、協和埼玉銀行は社名をあさひ銀行に変更。
  - 1996年、あさひ銀行はあさひ信託銀行を設立。
- 北洋銀行
  - 1998年、北海道拓殖銀行の北海道の店舗・事業を買収。
- ミレアホールディングス
  - 2001年、東京海上火災保険と日動火災海上保険が経営統合しミレアホールディングスを設立。
  - 2003年、東京海上あんしん生命と日動生命が合併し東京海上日動あんしん生命に社名変更。
  - 2004年、東京海上火災保険と日動火災海上保険が合併して東京海上日動火災保険に社名変更。
- 三井住友海上火災保険
  - 2001年、三井海上火災保険と住友海上火災保険が合併して三井住友海上火災保険に社名変更。
- 損害保険ジャパン
  - 2002年、安田火災海上保険と日産火災海上保険が合併して損害保険ジャパンに社名変更。
  - 2002年、大成火災海上保険を買収・合併。
- SOMPOホールディングス
  - 2010年、損害保険ジャパンと日本興亜損害保険が経営統合し、持株会社NKSJホールディングス株式会社を設立。
  - 2014年、損害保険ジャパンと日本興亜損害保険が正式に合併し、損害保険ジャパン日本興亜が発足。NKSJホールディングス株式会社は社名を損保ジャパン日本興亜ホールディングスに変更。
  - 2016年、社名をSOMPOホールディングスに変更。
- あいおい損害保険
  - 2001年、大東京火災海上保険と千代田火災海上保険が合併してあいおい損害保険に社名変更。
- 明治安田生命保険
  - 2004年、明治生命保険と安田生命保険が合併して明治安田生命保険に社名変更。
- オリックス
  - 1997年、山一信託銀行を買収し社名をオリックス信託銀行に変更。

## サービス業
- 楽天
  - 2003年、DLJディレクトSFG証券（現：楽天証券）を買収。
  - 2004年、あおぞらカード（現：楽天カード）を買収。
  - 2009年、イーバンク銀行を買収し社名を楽天銀行に変更。
  - 2012年、コボを買収。
  - 2014年、クリムゾンフットボールクラブ（ヴィッセル神戸）を買収。
- スクウェア・エニックス
  - 2003年、スクウェアとエニックスが合併して社名をスクウェア・エニックスに変更。
- バンダイナムコ
  - 2005年、バンダイとナムコが合併して社名をバンダイナムコに変更。
- セガサミー
  - 2004年、セガとサミーが合併して社名をセガサミーに変更。
- タカラトミー
  - 2006年、タカラとトミーが合併して社名をタカラトミーに変更。

### 世界の諸国の企業の統計の出典
- Forbes（左記オリジナルURLの2013.9.29時点の アーカイブ）
  - Forbes World's 2,000 Largest Public Companies
- Fortune
  - Fortune Global 500
- Yahoo Finance
  - Investing
- Yahoo Japan ファイナンス
  - 企業情報
  - 外国為替情報
- ストックホルム国際平和研究所(SIPRI)
  - SIPRI Programme on Military Expenditure and Arms Production
    - Concentration in the Arms Industry: Data on Mergers and Acquisitions
      - Major Arms Industry Mergers and Acquisitions 2001
      - Major Arms Industry Mergers and Acquisitions 2002
      - Major Arms Industry Mergers and Acquisitions 2003
      - Major Arms Industry Mergers and Acquisitions 2004
      - Major Arms Industry Mergers and Acquisitions 2005
      - Major Arms Industry Mergers and Acquisitions 2006